# Radio 1
Radio 1 (Radio ena) je slovenska komercialna radijska postaja v lasti Infonet Medie. Nastala je aprila 2007 kot koprodukcija programov regionalnih radijskih postaj: Radio Šport in Poslovni val, Radio Val, Radio Morje, Radio Portorož, Radio Max in Radio Klasik.
Radio 1 je začel oddajati 11. aprila 2007 na frekvencah 88.4 MHz in 107.9 MHz v osrednji Sloveniji. Teden dni kasneje, 18. aprila 2007 je začel oddajati tudi v drugih regijah po Sloveniji. Na začetku je oddajal v Ljubljani, Kranju, Kopru, Mariboru, Novi Gorici, Novem mestu, Krškem, Trebnjem, Sežani, Velenju, Radovljici, Izoli, Portorožu in okolici naštetih krajev.
18. april Radio 1 upošteva kot uradni datum začetka oddajanja. 
Radio predvaja slovenske in tuje pop in rock uspešnice osemdesetih, devetdesetih in iz tega tisočletja. Predvaja se samo glasba, ki je pred predvajanjem pozitivno ocenjena na testiranju vzorca ciljne skupine poslušalcev. Ob vsaki polni uri med šesto in devetnajsto uro so na sporedu novice, vremenske napovedi in prometne informacije.
Radio 1 je imel po Nacionalni raziskavi branosti (NRB) leta 2008 143 000 poslušalcev, kar je predstavljalo 8,4-odstotni slovenski dnevni doseg in ga uvrščalo na prvo mesto med komercialnimi ter na tretje mesto med vsemi radijskimi postajami v Sloveniji.
V letu 2024 je bil Radio 1 najbolj poslušana radijska postaja v Sloveniji po meritvah Mediane in Valicona. 
Julija 2024 je dosegel zgodovinski mejnik 300.000 dnevnih poslušalcev, po meritvah Mediane. 

## Programske vsebine
| Oddaja | Oddaja                                 | Voditelji                                       | Na sporedu         | Ura                        |
| ------ | -------------------------------------- | ----------------------------------------------- | ------------------ | -------------------------- |
|        | Denis Avdić Show                       | Denis Avdič Miha Deželak Lara Tošić Anja Ramšak | ponedeljek–petek   | 5.00 – 10.00               |
|        | Matjaž Lovše najboljša glasba v službi | Matjaž Lovše                                    | ponedeljek–petek   | 10.00 – 14.00              |
|        | Šou Domov                              | Robert Roškar                                   | ponedeljek–petek   | 14.00 – 18.00              |
|        | KinG                                   | Tomaž Klepač Iztok Gustinčič                    | ponedeljek–četrtek | 18.00 – 22.00              |
|        | Vikend na Radiu 1                      | Haris Zulić Matic Meško Rok Pintar              | sobota–nedelja     | 8.00 – 14.00 14.00 – 20.00 |

## Frekvence
| Regija                  | Regija                     | Kraj                                                  | Frekvenca                     |
| ----------------------- | -------------------------- | ----------------------------------------------------- | ----------------------------- |
|                         | Slovenija                  | DAB+ (omrežje R1)                                     | 215,072 MHz (kanal 10D)       |
|                         | Osrednja Slovenija         | Ljubljana                                             | 107,9 MHz                     |
| Litija                  | Osrednja Slovenija         | 89,7 MHz                                              |                               |
| Vrhnika, Grosuplje      | Osrednja Slovenija         | 90,6 MHz                                              |                               |
| Domžale                 | Osrednja Slovenija         | 88,4 MHz                                              |                               |
|                         | Gorenjska                  | Bled, Jesenice, Radovljica                            | 94,4 MHz, 88,4 MHz            |
| Bohinj                  | Gorenjska                  | 98,5 MHz                                              |                               |
| Kranj                   | Gorenjska                  | 88,4 MHz, 98,3 MHz                                    |                               |
| Kranjska Gora           | Gorenjska                  | 93,3 MHz                                              |                               |
| Škofja Loka             | Gorenjska                  | 94,7 MHz                                              |                               |
|                         | Obala                      | Koper                                                 | 93,4 MHz, 97,3 MHz, 90.5 MHz  |
| Izola                   | Obala                      | 93,4 MHz, 100,8 MHz                                   |                               |
| Portorož                | Obala                      | 88,3 MHz                                              |                               |
| Piran                   | Obala                      | 100,1 MHz                                             |                               |
|                         | Kras                       | Sežana                                                | 101,7 MHz in 90,3 MHz         |
| Tomaj                   | Kras                       | 101,7 MHz                                             |                               |
| Komen                   | Kras                       | 99,1 MHz                                              |                               |
|                         | Posočje                    | Bovec                                                 | 98,5 MHz                      |
| Podbrdo                 | Posočje                    | 91,2 MHz                                              |                               |
|                         | Goriška in Vipavska dolina | Nova Gorica                                           | 90,1 MHz, 90,6 MHz, 107,1 MHz |
| Ajdovščina, Vipava      | Goriška in Vipavska dolina | 90,1 MHz                                              |                               |
| Vrtojba                 | Goriška in Vipavska dolina | 107,1 MHz                                             |                               |
|                         | Ribniško-kočevska regija   | Kočevje                                               | 88,7 MHz, 93,7 MHz            |
| Sodražica               | Ribniško-kočevska regija   | 88,4 MHz                                              |                               |
| Ribnica                 | Ribniško-kočevska regija   | 89,9 MHz                                              |                               |
|                         | Bela krajina               | Metlika, Črnomelj, Vinica, Semič                      | 89,5 MHz                      |
|                         | Notranjska                 | Cerknica                                              | 100,4 MHz                     |
| Postojna                | Notranjska                 | 101,8 MHz                                             |                               |
| Logatec                 | Notranjska                 | 95,8 MHz                                              |                               |
|                         | Koroška                    | Radlje ob Dravi                                       | 89,2 MHz                      |
| Ribnica na Pohorju      | Koroška                    | 93,5 MHz                                              |                               |
| Slovenj Gradec          | Koroška                    | 104,6 MHz                                             |                               |
|                         | Savinjsko-šaleška regija   | Celje, Žalec, Vransko                                 | 97,7 MHz                      |
| Velenje, Šoštanj        | Savinjsko-šaleška regija   | 99,1 MHz, 102,5 MHz                                   |                               |
| Polzela                 | Savinjsko-šaleška regija   | 106,2 MHz                                             |                               |
|                         | Podravje                   | Maribor                                               | 107,9 MHz                     |
| Ptuj                    | Podravje                   | 92,3 MHz                                              |                               |
| Slovenske Konjice       | Podravje                   | 97,4 MHz                                              |                               |
| Slovenska Bistrica      | Podravje                   | 98,7 MHz                                              |                               |
|                         | Dolenjska                  | Novo mesto                                            | 87,6 MHz                      |
| Trebnje, Ivančna Gorica | Dolenjska                  | 88,9 MHz                                              |                               |
|                         | Posavje                    | Krško, Brežice, Sevnica, Kostanjevica na Krki, Radeče | 105,0 MHz                     |
|                         | Pomurje                    | Murska Sobota                                         | 102,1 MHz                     |
| Gornja Radgona          | Pomurje                    | 99,5 MHz                                              |                               |
| Lendava, Ljutomer       | Pomurje                    | 102,1 MHz                                             |                               |

## Lokalni studii
- Ljubljana, osrednji studio
- Nova Gorica
- Maribor
- Velenje
- Novo mesto
- Koper
- Litija
- Celje
- Vrhnika
- Ljutomer

## Dosedanji voditelji
- Boštjan Romih
- Robert Roškar
- Denis Avdič
- Tomaž Klepač
- Iztok Gustinčič
- Ivjana Banić
- Tilen Artač

- Matjaž Lovše
- Anja Ramšak
- Nina Igrutinovič
- Mare Bačnar
- Eva Godina
- Nejc Šmit
- Igor Kukovec
- Kaja Godeša
- Darja  Štravs Tisu
- Haris Zulič
- Marko Potrč
- Veronika Žajdela
- Anja Novinec

## Nagrade
| Leto | Nominacija                                        | Nagrada Da/Ne |
| ---- | ------------------------------------------------- | ------------- |
| 2007 | viktor popularnosti za najboljšo radijsko postajo | Ne            |
| 2009 | viktor popularnosti za najboljšo radijsko postajo | Ne            |
| 2010 | viktor popularnosti za najboljšo radijsko postajo | Ne            |
| 2011 | viktor popularnosti za najboljšo radijsko postajo | Ne            |
| 2012 | viktor popularnosti za najboljšo radijsko postajo | Ne            |
| 2013 | viktor popularnosti za najboljšo radijsko postajo | Ne            |
| 2014 | viktor popularnosti za najboljšo radijsko postajo | Ne            |
| 2016 | viktor popularnosti za najboljšo radijsko postajo | Da            |